# Arthur Charles Hearn
Sir Arthur Charles Hearn, auch bekannt als A.C. Hearn (* 16. März 1877; † 24. November 1952) war ein britischer Manager.

## Leben und Tätigkeit
Von 1899 bis 1919 stand Hearn im Dienst der britischen Admiralität. Anschließend fungierte er von 1919 bis 1920 als Leiter der anglo-französischen Mission in Rumänien. In den ersten Jahren nach dem Ersten Weltkrieg war Hearn außerdem Berater der Admiralität und der Erdölabteilung des Ministeriums für Benzin und Energie (Petroleum Division of the Ministry of Fuel and Power). 1920 trat Hearn in die Anglo-Persian Oil Company (APOC) ein, in der er von 1927 bis 1938 den Posten eines Direktors bekleidete. Daneben gehörte er dem Exekutivausschuss der Britischen Kontrollgremiums für Öl (Oil Control Board) an.
Aufgrund seiner führenden Stellung im britischen Wirtschaftsleben geriet Hearn Ende der 1930er Jahre ins Visier der nationalsozialistischen Polizeiorgane: Im Frühjahr 1940 setzte das Reichssicherheitshauptamt in Berlin ihn auf die Sonderfahndungsliste G.B., ein Verzeichnis von Personen, die im Falle einer erfolgreichen deutschen Invasion Großbritanniens durch die Sonderkommandos der SS-Einsatzgruppen mit besonderer Priorität ausfindig gemacht und verhaftet werden sollten.
Am 10. Juli 1945 wurde er zum Knight Bachelor geschlagen.